# Isländische Fußballnationalmannschaft (U-19-Junioren)
Die isländische Fußballnationalmannschaft der U-19-Junioren ist die Auswahl isländischer Fußballspieler der Altersklasse U-19. Sie repräsentiert die Knattspyrnusamband Íslands auf internationaler Ebene, beispielsweise in Freundschaftsspielen gegen die Auswahlmannschaften anderer nationaler Verbände, aber auch bei der seit 2002 in dieser Altersklasse ausgetragenen Europameisterschaft. Die Mannschaft konnte sich noch nicht für eine Endrunde und erst fünfmal für die Eliterunde (davon eine abgesagte) qualifizieren.

## Teilnahme an U-19-Europameisterschaften
- 2002: nicht qualifiziert
- 2003: nicht qualifiziert
- 2004: nicht qualifiziert
- 2005: nicht qualifiziert
- 2006: nicht qualifiziert (als sechstschlechtester Gruppendritter die Eliterunde verpasst)
- 2007: nicht qualifiziert (als bester Gruppendritter die Eliterunde erreicht, dort gescheitert)
- 2008: nicht qualifiziert (in der Eliterunde gescheitert)
- 2009: nicht qualifiziert
- 2010: nicht qualifiziert (als viertbester Gruppendritter die Eliterunde verpasst)
- 2011: nicht qualifiziert (als sechstschlechtester Gruppendritter die Eliterunde verpasst)
- 2012: nicht qualifiziert
- 2013: nicht qualifiziert (als fünftbester Gruppendritter die Eliterunde verpasst)
- 2014: nicht qualifiziert (in der Eliterunde gescheitert)
- 2015: nicht qualifiziert
- 2016: nicht qualifiziert (als fünftbester Gruppendritter die Eliterunde verpasst)
- 2017: nicht qualifiziert (als fünftschlechtester Gruppendritter die Eliterunde verpasst)
- 2018: nicht qualifiziert
- 2019: nicht qualifiziert
- 2020: abgesagt (für die abgesagte Eliterunde qualifiziert)
- 2022: nicht qualifiziert (in der Eliterunde gescheitert)

| Bilanz     | Bilanz | Bilanz | Bilanz | Bilanz      | Bilanz | Bilanz    | Bilanz       |
| Runde      | Spiele | Siege  | Remis  | Niederlagen | Tore   | Gegentore | Tordifferenz |
| ---------- | ------ | ------ | ------ | ----------- | ------ | --------- | ------------ |
| 1. Runde   | 060    | 21     | 10     | 29          | 092    | 110       | -18          |
| Eliterunde | 012    | 04     | 01     | 07          | 024    | 028       | 0-4          |
| Gesamt     | 072    | 25     | 11     | 36          | 116    | 138       | -22          |